# 꿈의 콘서트
꿈의 콘서트는 대한민국의 KBS 2TV에서 방영된 밤 시간대의 청년·중년·장년을 선택하는 초대 손님들과 함께 이야기를 나누는 음악·오락 토크 프로그램이다.

## 방송 시간
- 1993년 10월 22일부터 11월 5일까지 매주 금요일 밤 10시 55분 ~ 11시 50분
- 1993년 11월 9일부터 1994년 4월 26일까지 매주 화요일 밤 10시 55분 ~ 11시 50분

## 출연 게스트

### 1993년
- 10월 22일 첫 방송
- 10월 29일 문학평론가 신동환, 패션모델 이희재, 김세환, 신형원
- 11월 5일 김흥신
- 11월 9일 강철수, 고영수, 강리나, 김창완
- 11월 16일 권인하, 차중광
- 11월 23일 김남조, 조영남, 송창식, 한경애, 이동원
- 11월 30일 (불명)
- 12월 7일 이상해, 임희숙, 이종환, 민해경, 정원이
- 12월 14일 DJ 임문일 연극배우, 이호재, 윤소정
- 12월 21일 손숙, 이장호, 임하룡, 이미배, 최백호
- 12월 28일 조동진, 장필순, 강인원, 조은, 김명상

### 1994년
- 1월 4일 배한성, 송도군, 윤형주, 김종찬, 변진섭
- 1월 11일 백형두, 이상벽, 김형자, 백영규, 손현희
- 1월 18일 신중현, 이종환, 전유성, 김정수, 임종님
- 1월 25일 서수남, 정재순, 김정식, 유퉁, 정종숙, 강승모
- 2월 1일 송해, 독고영재, 이영란, 임희숙, 장현
- 2월 8일 배한성, 선우용녀, 하일성, 강수지, 송창식, 조경수, 강은철
- 2월 15일 (불명)
- 2월 22일 (불명)
- 3월 1일 (불명)
- 3월 8일 (불명)
- 3월 15일 나미, 윤시내
- 3월 22일 (불명)
- 3월 29일 만원의 용돈
- 4월 5일 (불명)
- 4월 12일 이종환, 장미화
- 4월 19일 (불명)
- 4월 26일 이용식, 조갑경

## 같이 보기
- 노영심의 작은 음악회